# Metabelba rara
Metabelba rara är en kvalsterart som beskrevs av Bulanova-Zachvatkina 1965. Metabelba rara ingår i släktet Metabelba och familjen Damaeidae. Inga underarter finns listade i Catalogue of Life.